# Каратель (фильм, 1989)
«Кара́тель» (англ. «The Punisher») — супергеройский боевик 1989, снятый по мотивам комиксов издательства Marvel Comics.

## Сюжет
В начале фильма журналисты сообщают новости о деятельности Карателя, которым было убито 125 членов различных преступных групп за последние 5 лет. Тем временем, одного из лидеров преступного клана могущественной семьи Франко мистера Моретти, обвинённого в убийстве семьи Фрэнка Кастла, освобождают из тюрьмы. Фрэнк берёт правосудие в свои руки и убивает мистера Моретти и троих вооруженных мафиози, после чего взрывает дом Моретти на глазах изумлённых журналистов.
В своё время у Фрэнка погибла жена (её машина была взорвана) и две маленькие дочки. С этих пор Фрэнк решил бороться с организованной преступностью. Официально Фрэнк Кастл погиб вместе со своей семьёй, но лейтенант полиции Джейк Беркович считает, что Каратель и «погибший» Фрэнк Кастл — это одно и то же лицо. Беркович за проницательность берёт в напарники девушку-полицейского Саманту Лири.
В это время из Европы прибывает сам главарь мафиозного клана Джанни Франко. Он ждёт крупную поставку героина (600 кг) на общую сумму 500 миллионов долларов. В честь этого Франко решает объединить различные мафиозные кланы. Информатором у Карателя работает бомж-алкоголик, он сообщает Фрэнку, куда прибывает груз с героином.
Фрэнк устраивает засаду в порту, куда прибывает 600 кг героина. Но здесь происходит неожиданное. На мафиозные кланы напали якудза, всех перебили, а героин забрали себе. Фрэнк убивает нескольких якудза, однако в него метнули нож, и он, раненый, падает в воду. Таким образом, ему еле-еле удалось самому скрыться живым.
Что это за якудза? Откуда они взялись? Оказывается, что их предводителем является жестокая мисс Танака, она встречается с Джанни Франко и требует себе 75 % от всего оборота наркоторговли. Джанни Франко и боссы других мафиозных кланов решают бороться. Тогда мисс Танака похищает детей у всех боссов мафиозных кланов. Об этом узнаёт информатор Карателя бомж-алкоголик, он встречается с Карателем в канализации и сообщает ему эту новость. Бомж-алкоголик хочет, чтобы Каратель спас детей мафиозных боссов. Каратель говорит, что его миссия наказывать виновных, а не спасать невинных. И всё же, Каратель нападает на казино, принадлежащее якудза и оставляет послание, что каждый день, который дети проведут в плену, будет стоить мисс Танаке денег. После чего он из автомата расстреливает игровые автоматы и убивает нескольких якудза.
Бомж-алкоголик показывает Карателю место, где содержатся дети, но на самом деле там якудза устроили ловушку для Карателя. После продолжительной борьбы Фрэнк был схвачен и подвержен пыткам. Его допрашивала сама мисс Танака, она пыталась узнать, кто его послал. И всё же Фрэнку удается освободиться вместе с бомжом-алкоголиком (который тоже был схвачен). Фрэнк убивает двух якудза, а третьего допрашивает, чтобы узнать, где находятся дети.
В это время мисс Танака получает дипломат с деньгами — выкуп за детей, которые заплатили боссы мафии. Чуть позже они встречаются с мисс Танака в ресторане с целью передачи детей. Однако коварная мисс Танака убила всех боссов мафии, кроме Джанни Франко. Он предусмотрительно не явился на встречу, так как предвидел коварство мисс Танаки.
Каратель угоняет автобус, и с помощью этого автобуса спасает детей, кроме Томми Франко («я за ним ещё вернусь», — говорит Фрэнк). Якудза пытаются догнать автобус, Фрэнк отстреливается, как может. За ним увязалось два автомобиля с якудза, которые «поливают» автобус из автоматов. В итоге Фрэнку удаётся оторваться от якудза, но тут полицейские устраивают кордон из машин. Фрэнк останавливается, дети выходят, а самого Фрэнка — спасателя детей — арестовывает полиция.
Джанни Франко делает засаду на машину, в которой перевозят Фрэнка, и берёт его в плен. Он хочет, чтобы Фрэнк освободил его сына, а чтобы он был посговорчивее, он оставляет в заложниках лейтенанта полиции Джейка Берковича, бывшего напарника и друга Фрэнка.
Джанни Франко и Каратель уничтожают всю базу якудза (около 40 человек) и саму мисс Танаку, спасая Томми. В финале Франко пытается убить Карателя, так как видит в нём угрозу, в итоге после продолжительной борьбы раненый Фрэнк всё же убивает Франко. Шокированный Томми хочет убить Фрэнка, но не находит сил сделать этого. Фрэнк предупреждает мальчика, что его судьба зависит от его дальнейших поступков и уходит, прежде чем появляется освободившийся Беркович со спецподразделением.

## В ролях
- Дольф Лундгрен — Фрэнк Кастл / Каратель
- Луис Госсетт-младший — Джейк Берковиц
- Ким Миори — мисс Танака
- Йерун Краббе — Джанни Франко
- Нэнси Эверхард — Саманта «Сэм» Лири
- Брайан Руни — Томми Франко

## Музыка
Музыкальная дорожка к фильму была выпущена только в 2005-м году. Компакт-диск содержит несколько интервью с режиссёром и композитором, а также стереозаписи композиций. DVD содержал только монозапись саундтрека.